# Charles Rogers
Charles "Buddy" Rogers (Olathe, Kansas, 13 de agosto de 1904 - Rancho Mirage, California, 21 de abril de 1999) fue un actor y músico de jazz estadounidense.

## Biografía
Nacido en Olathe, Kansas, Rogers estudió en la Universidad de Kansas, donde fue miembro activo de la fraternidad  Phi Kappa Psi. A mediados de los años veinte empezó a actuar profesionalmente en películas realizadas en Hollywood. Apodado
"Buddy", su más recordada actuación en el cine fue en 1927 junto a Clara Bow en el film ganador del primer Premio Oscar de la historia a la mejor película, Alas. Instrumentista de talento, fundamentalmente del trombón, Rogers tocaba con su propia banda de jazz en películas y en la radio.
En 1937, Rogers se convirtió en el tercer marido de la leyenda del cine mudo Mary Pickford, la cual era doce años mayor que él. La pareja adoptó dos niños—Roxanne  y Ronald Charles— y permanecieron casados hasta el fallecimiento de Pickford en 1979.
Durante la Segunda Guerra Mundial, sirvió en la U.S. Navy como instructor de vuelo.
Respetado por sus colegas por su trabajo en el cine y por su humanitarismo, la Academia de las Artes y las Ciencias Cinematográficas de Hollywood le honró en 1985 con el Premio Humanitario Jean Hersholt. También tiene una estrella en el Paseo de la Fama de Hollywood.
Buddy Rogers falleció en Rancho Mirage, California, en 1999, a los 94 años de edad por motivos naturales, y fue enterrado en el cementerio Forest Lawn cerca de Palm Springs, California.

## Premios y nominaciones
Premios Óscar
| Año  | Categoría                        | Resultado |
| ---- | -------------------------------- | --------- |
| 1986 | Premio Humanitario Jean Hersholt | Ganador   |